# 中種子町

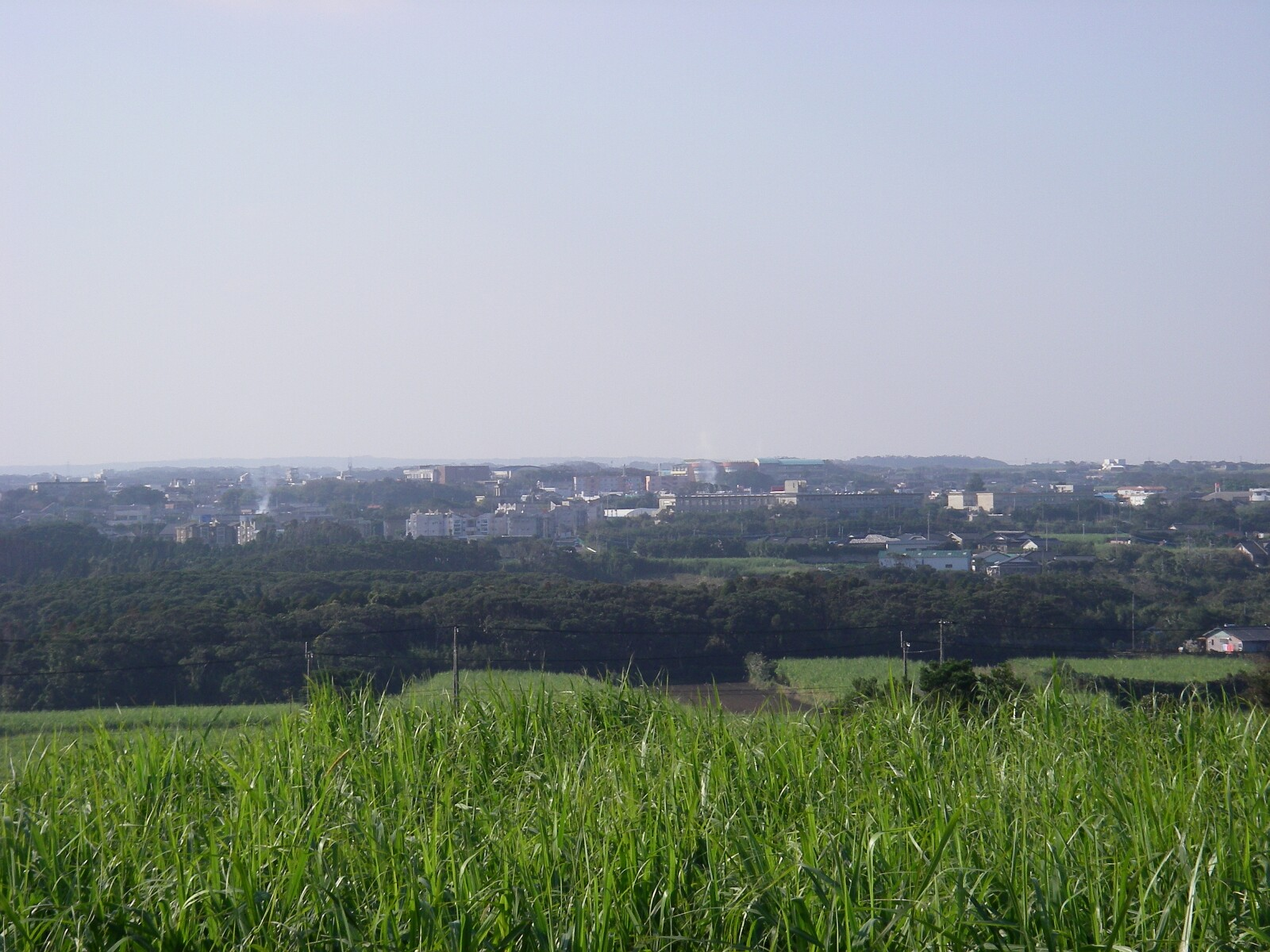
中種子町の市街地

中種子町（なかたねちょう）は、鹿児島県種子島の中央部にある町。北は西之表市、南は南種子町に隣接する。北西は三島村の各島に、南西は屋久島に海上隣接している。

## 地理
鹿児島市の南119kmの洋上にある種子島の中央部に位置し、南北22km、東西7kmで、60の行政集落で構成される。町役場のある野間地区は交通の要所であり，島を縦断する国道・県道は全てここを経由する。町村制施行から1度も市町村合併をしていない。
総面積137.18k㎡で、地目別では田が4.96%、畑が28.47%、宅地が2.26%、山林が32.31%、原野が3.35%、雑種地が2.61%、道路その他が26.04%である。
今後発生が予見されている南海トラフ巨大地震の際には、町内の海岸に最大7mの津波が到達することが予想されている。

### 地形
- 東西距離 5～7km
- 南北距離 22km
- 種子島最高点「回峯」(まわりのみね) 282.4m＜十三番の近く

### 気象
- 最高気温記録:33.2℃
- 最低気温記録:-3.0℃
- 年平均気温:18.0℃
- 年平均降水量:2,989.2mm
- 年平均風速:4.4m/s

| 中種子（2006年 - 2020年）の気候    | 中種子（2006年 - 2020年）の気候 | 中種子（2006年 - 2020年）の気候 | 中種子（2006年 - 2020年）の気候 | 中種子（2006年 - 2020年）の気候 | 中種子（2006年 - 2020年）の気候 | 中種子（2006年 - 2020年）の気候 | 中種子（2006年 - 2020年）の気候 | 中種子（2006年 - 2020年）の気候 | 中種子（2006年 - 2020年）の気候 | 中種子（2006年 - 2020年）の気候 | 中種子（2006年 - 2020年）の気候 | 中種子（2006年 - 2020年）の気候 | 中種子（2006年 - 2020年）の気候 |
| 月                                 | 1月                             | 2月                             | 3月                             | 4月                             | 5月                             | 6月                             | 7月                             | 8月                             | 9月                             | 10月                            | 11月                            | 12月                            | 年                              |
| ---------------------------------- | ------------------------------- | ------------------------------- | ------------------------------- | ------------------------------- | ------------------------------- | ------------------------------- | ------------------------------- | ------------------------------- | ------------------------------- | ------------------------------- | ------------------------------- | ------------------------------- | ------------------------------- |
| 最高気温記録 °C （°F）             | 21.5 (70.7)                     | 23.1 (73.6)                     | 24.7 (76.5)                     | 26.9 (80.4)                     | 29.7 (85.5)                     | 31.1 (88)                       | 32.0 (89.6)                     | 33.2 (91.8)                     | 31.7 (89.1)                     | 29.8 (85.6)                     | 27.7 (81.9)                     | 25.2 (77.4)                     | 33.2 (91.8)                     |
| 平均最高気温 °C （°F）             | 12.6 (54.7)                     | 13.8 (56.8)                     | 16.3 (61.3)                     | 19.4 (66.9)                     | 22.7 (72.9)                     | 25.0 (77)                       | 28.7 (83.7)                     | 29.4 (84.9)                     | 27.2 (81)                       | 23.7 (74.7)                     | 19.4 (66.9)                     | 14.9 (58.8)                     | 21.1 (70)                       |
| 日平均気温 °C （°F）               | 9.5 (49.1)                      | 10.5 (50.9)                     | 12.8 (55)                       | 15.9 (60.6)                     | 19.4 (66.9)                     | 22.4 (72.3)                     | 25.8 (78.4)                     | 26.5 (79.7)                     | 24.3 (75.7)                     | 20.7 (69.3)                     | 16.3 (61.3)                     | 11.7 (53.1)                     | 18.0 (64.4)                     |
| 平均最低気温 °C （°F）             | 6.1 (43)                        | 7.0 (44.6)                      | 9.1 (48.4)                      | 12.4 (54.3)                     | 16.2 (61.2)                     | 20.2 (68.4)                     | 23.7 (74.7)                     | 24.3 (75.7)                     | 22.0 (71.6)                     | 17.9 (64.2)                     | 12.7 (54.9)                     | 8.0 (46.4)                      | 15.0 (59)                       |
| 最低気温記録 °C （°F）             | −2.2 (28)                       | −3.0 (26.6)                     | −1.0 (30.2)                     | 3.4 (38.1)                      | 6.6 (43.9)                      | 14.5 (58.1)                     | 17.6 (63.7)                     | 19.6 (67.3)                     | 15.6 (60.1)                     | 8.7 (47.7)                      | 3.7 (38.7)                      | −0.1 (31.8)                     | −3.0 (26.6)                     |
| 降水量 mm （inch）                 | 105.6 (4.157)                   | 155.1 (6.106)                   | 207.5 (8.169)                   | 229.6 (9.039)                   | 311.1 (12.248)                  | 632.2 (24.89)                   | 272.2 (10.717)                  | 188.9 (7.437)                   | 311.9 (12.28)                   | 243.3 (9.579)                   | 167.7 (6.602)                   | 140.0 (5.512)                   | 2,989.2 (117.685)               |
| 平均降水日数 （≥1.0 mm）           | 10.2                            | 12.0                            | 12.9                            | 11.9                            | 12.0                            | 18.7                            | 10.6                            | 12.5                            | 14.3                            | 10.7                            | 10.4                            | 10.5                            | 147.5                           |
| 出典1：Japan Meteorological Agency |                                 |                                 |                                 |                                 |                                 |                                 |                                 |                                 |                                 |                                 |                                 |                                 |                                 |
| 出典2：気象庁                      |                                 |                                 |                                 |                                 |                                 |                                 |                                 |                                 |                                 |                                 |                                 |                                 |                                 |

### 文化
方言は種子島弁（種子弁）が使われ、県本土とはアクセント等がかなり異なる。
県内外からの移住者が多く、校区や集落ごとに独自の文化や気質を持つ。

### 隣接する自治体
- 西之表市
- 熊毛郡南種子町・屋久島町
- 鹿児島郡三島村

### 地名

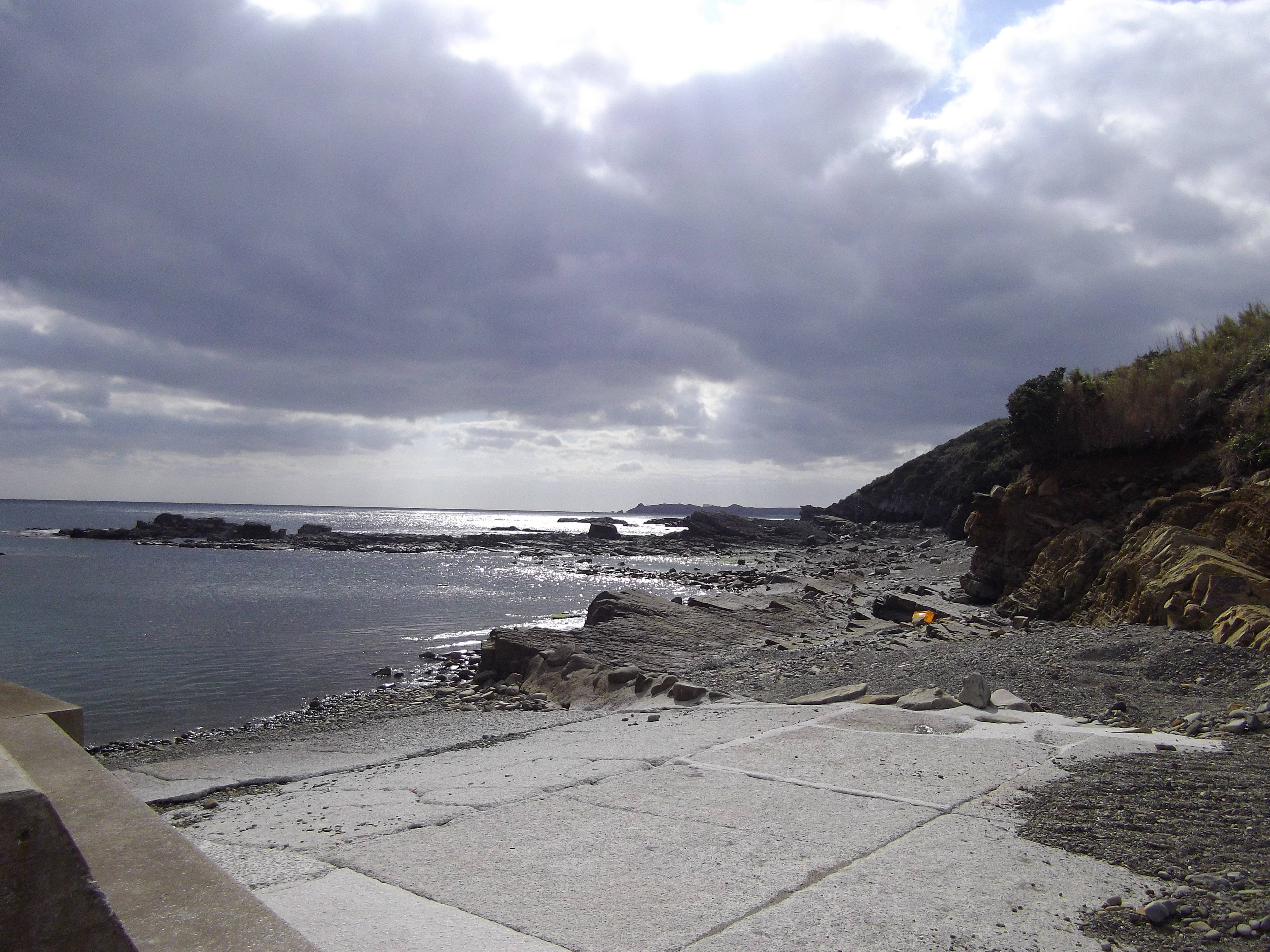
油久海岸から南、宇宙センター方向を

- 坂井
- 田島
- 納官
- 野間
- 牧川
- 増田
- 油久

## 歴史

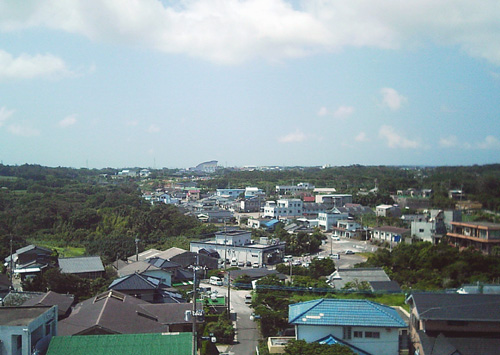
野間栄町方向

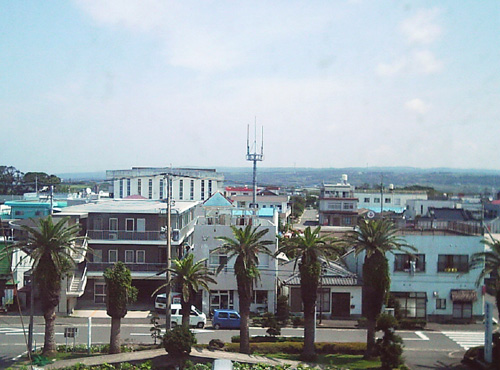
野間旭町方向

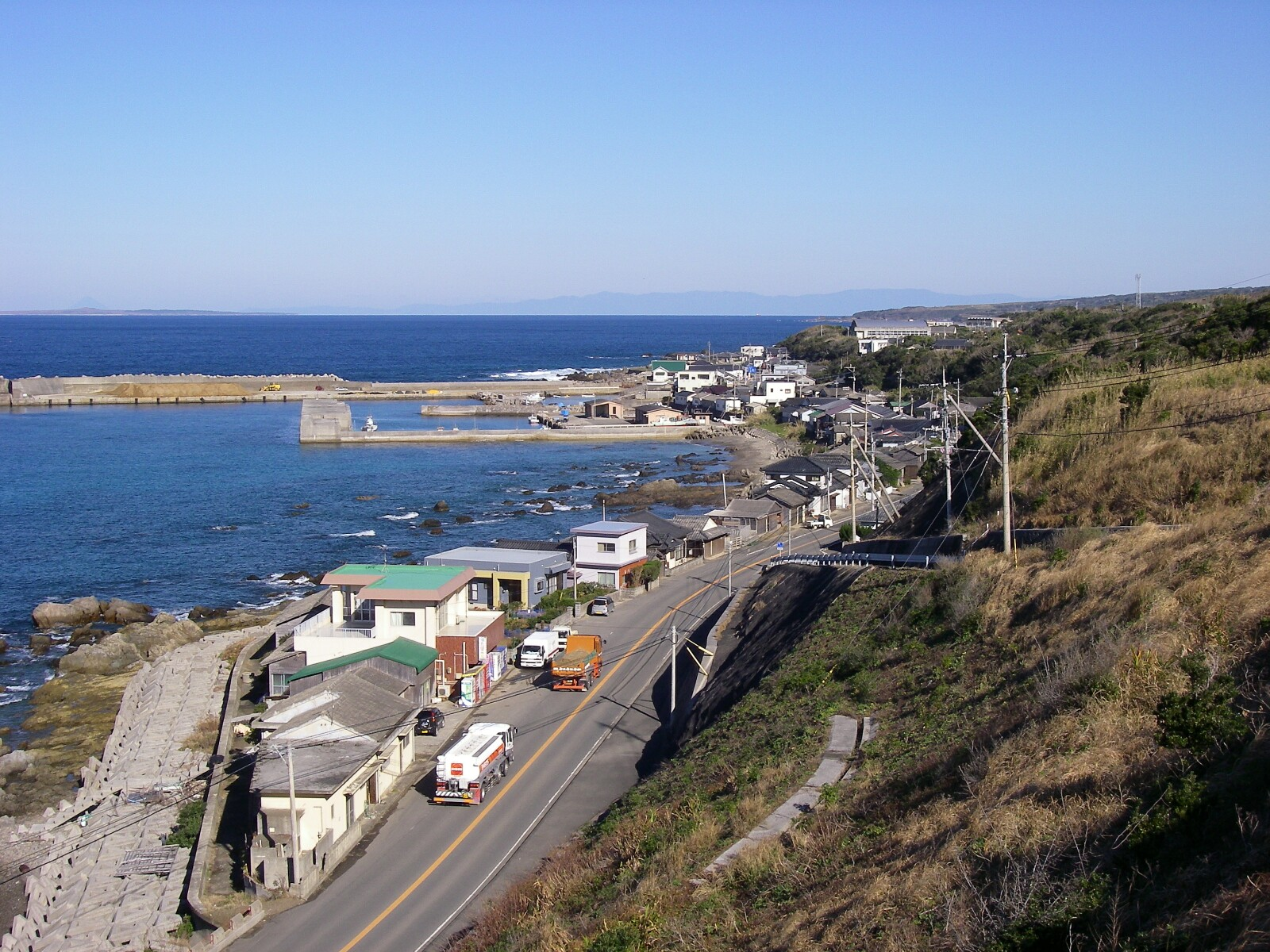
星原浜津脇方向

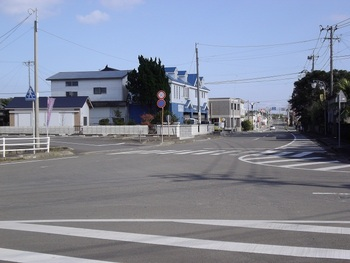
国道58号線・伏之野郵便局近辺から中種子市街地・南種子町方向を

- 824年（弘仁15年）太宰府管轄の下、種子島（多禰国）に置かれていた多禰島司が廃止され、大隅国に編入された。同時に種子島に置かれていた3郡（熊毛・能満・益救）のうち、能満（のま）を馭謨、益救（やく）を熊毛に合わせ2郡に再編した。
- 1140年（保延6年）多禰島が近衛家の島津庄（荘園）となる。
- 1201年（正治3年）多禰島が平信基の支配下に入る。
- 1346年（興国7年・貞和2年）野間村が遠藤源三頼堅の領地となる。
- 1352年（正平7年・観応3年）第6代島主種子島時充が、それまでの自然発生共同体である牧から、経済向上を目的とする直営の牧を24箇所設置した。
- 1452年（宝徳4年）第10代島主種子島幡時が紀伊の熊野から祭神を勧請し、熊野神社を建立する。
- 1748年（延享5年）浄行院の番神堂として伊原神社を建立。
- 1825年（文政8年）種子島家の家老・知覧才兵衛行寛により初めてサトウキビの栽培が行われる。
- 1869年（明治2年）坂井・熊野の熊野神社からの勧請により、納官・浜津脇にも熊野神社が建立される。
- 1877年（明治10年）島間・上方の霧島教会からの勧請により、野間・中山に中山神社が建立される。
- 1880年（明治13年）有留藤十郎の指導により上牧川（牧川）及び下牧川（草ノ木）の2集落が納官村から分離独立をし牧川村を設立。
- 1884年（明治17年）9月 新制・野間村誕生
- 1889年（明治22年）4月1日 町村制施行により、牧川村、増田村、納官村、野間村、油久村、田島村、坂井村の区域より、中種子村として発足[4]
- 1890年（明治23年）鹿児島との間に明洋丸（99トン）が就航（月2回の定期航路）。
- 1892年（明治25年）10月 野間郵便局開局
- 1893年（明治26年）大川丸就航（月3回の定期航路）
- 1895年（明治28年）種子島・屋久島・口之永良部島間に三島汽船が就航。
- 1896年（明治29年）3月29日 郡区町村編制法施行により、熊毛郡・馭謨郡が合併し、現在の熊毛郡となる。
- 1897年（明治30年）徳之島からの移住民が開墾により二十番集落及び野木集落を形成。
- 1903年（明治36年）農商務省の大臣から牧地の下げ戻し許可が下りる。
- 1910年（明治43年）村立病院設置
- 1925年（大正14年）浜津脇に発電所設置
- 1926年（大正15年）熊毛支庁設立
- 1931年（昭和6年）中種子高等小学校を廃し、野間尋常小学校を設置。
- 1931年（昭和6年）県農事試験場熊毛分場設置
- 1938年（昭和13年）3月　電話開通
- 1940年（昭和15年）11月10日 中種子村が町制施行し、中種子町となる[4]。また同時に役場を現在の位置に移転。
- 1942年（昭和17年）増田海軍飛行場工事着手
- 1945年（昭和20年）学童疎開開始
- 1946年（昭和21年）農地改革・選挙管理委員会発足・民生委員会制度実施・農地委員会設置
- 1947年（昭和22年）4月 六三三制教育制度実施に伴い、小学校及び新制中学校（野間中学校・増田中学校・星原中学校・南界中学校）が開校。
- 1947年（昭和22年）11月 中種子町農業協同組合発足
- 1947年（昭和22年）戦時中の飛行場建設により立ち退いた人々が復帰入植をし戸畑集落を形成。
- 1948年（昭和23年）3月 新制町立中種子高等学校開校
- 1950年（昭和25年）3月 中種子高等学校が県立に移管される。
- 1951年（昭和26年）鹿児島との間に電話が開通。
- 1952年（昭和27年）2月 広報誌「なかたね町新報」発刊
- 1952年（昭和27年）6月 家畜保健衛生所設置
- 1952年（昭和27年）8月 種子島交通発足
- 1952年（昭和27年）11月 中種子町教育委員会発足
- 1953年（昭和28年）1月 熊野干拓着工
- 1954年（昭和29年）9月 中種子町漁業共同組合発足
- 1954年（昭和29年）11月 国立衛生試験所薬用植物栽培試験場開設
- 1954年（昭和29年）12月 高峯競馬場跡（現在の福祉の里）に町営飛行場完工（高峯飛行場）
- 1956年（昭和31年）9月 中種子町商工会発足
- 1957年（昭和32年）2月 テレビ視聴開始
- 1957年（昭和32年）10月 農協テレホン開通
- 1957年（昭和32年）10月 種子島博物館落成
- 1957年（昭和32年）11月 朝日開発株式会社中種子工場が完成。
- 1958年（昭和33年）中種子高等家政女学校開校
- 1958年（昭和33年）浜津脇簡易水道開通
- 1958年（昭和33年）野間小学校にて郡内初の完全給食実施。
- 1958年（昭和33年）2月 町営種子島空港開港（同年12月には国内初の第3種空港として承認）
- 1959年（昭和34年）6月 種子島測候所にてレーダー観測業務開始。
- 1960年（昭和35年）人口が20,500人を突破
- 1960年（昭和35年）4月 老人ホーム「憩いの家」開設
- 1961年（昭和36年）4月 国民健康保険実施
- 1961年（昭和36年）4月 九州電力24時間送電開始
- 1961年（昭和36年）8月 町民歌及び音頭を制定
- 1961年（昭和36年）熊野干拓工事完了
- 1962年（昭和37年）7月 種子島空港開港、同時に航空保安事務所が業務を開始。
- 1962年（昭和37年）9月 町章制定
- 1963年（昭和38年）1月 朝日開発株式会社中種子工場が親光糖業株式会社中種子工場に改変される。
- 1963年（昭和38年）1月 市街地で10センチ、山間部で20～40センチの積雪が観測される。
- 1964年（昭和39年）10月 国民宿舎「つまべに荘」落成
- 1965年（昭和40年）3月 ごみ処理場完成
- 1966年（昭和41年）家畜市場完成
- 1966年（昭和41年）農林省さとうきび原々種農場開庁
- 1966年（昭和41年）6月 新役場庁舎完成
- 1968年（昭和43年）9月 種子島宇宙センターから初のロケット打ち上げ
- 1969年（昭和44年）町立星原保育所開設
- 1969年（昭和44年）4月 鹿児島～種子島YS-11型機就航
- 1970年（昭和45年）12月 中央公民館完成
- 1971年（昭和46年）9月 町老人クラブ連合結成
- 1972年（昭和47年）4月 町立中央保育所開設
- 1975年（昭和50年）4月 県道西之表南種子線が国道58号に昇格
- 1976年（昭和51年）4月1日 中種子町立野間小・中学校あかつき教場を県立に移管、中種子養護学校が開校
- 1977年（昭和52年）5月 町立体育館完成
- 1978年（昭和53年）10月 町立歴史民俗資料館完成
- 1980年（昭和55年）7月 町清掃センター完成
- 1981年（昭和56年）3月 漁村センター完成
- 1982年（昭和57年）2月 種子島最後の丸木船進水
- 1982年（昭和57年）3月 老人福祉センター完成
- 1982年（昭和57年）4月 特別養護老人ホーム「南界園」開園
- 1983年（昭和58年）3月 防災センター完成
- 1983年（昭和58年）4月 地籍調査事業開始
- 1985年（昭和60年）10月 中央運動公園工事着工
- 1987年（昭和62年）3月 中南広域葬苑完成
- 1988年（昭和63年）10月 熊毛地区消防組合業務開始
- 1989年（平成元年） 町営野球場完成
- 1991年（平成3年） 町営陸上競技場完成
- 1992年（平成4年） 温泉保養センター完成
- 1994年（平成6年）4月 全天候型テニスコート完成
- 1995年（平成7年）2月 種子島こり～な完成
- 1995年7月 種子島農業公社設立
- 1995年8月 流水プール開業
- 1998年（平成10年）3月 保健センター落成
- 1998年7月 ふれあいの里開業
- 1998年8月 種子島中央体育館・武道館完成
- 1999年（平成11年）9月 立切遺跡発見
- 1999年10月 園田遺跡発見
- 2002年（平成14年） 風力発電施設完成
- 2004年（平成16年）3月31日 野間中学校・増田中学校・星原中学校・南界中学校閉校
- 2004年4月1日 中種子中学校開校
- 2006年（平成18年）3月 新種子島空港開港
- 2010年（平成22年）3月31日 中種子高等学校閉校
- 2010年 4月1日 種子島中央高等学校開校
- 2012年（平成24年）4月1日 中種子養護学校に高等部新設

## 行政
- 町長：田渕川寿広（2015年4月27日 - 現職）

### 町の機関
- 中種子町役場
  - 町長
    - 副町長
      - 総務課・会計課・町民保健課(中種子町保健センター含)・福祉環境課(中種子町地域包括支援センター含)・税務課・農地整備課・農林水産課・企画課・建設課・水道課
      - 公共施設管理公社

  - 中種子町教育委員会
    - 教育委員長
      - 教育長
      - 教育総務課・社会教育課
- 議会事務局
- 選挙管理委員会
- 農業委員会事務局
- 種子島地区広域事務組合
- 中種子町社会福祉協議会
- 中南衛生管理組合

#### 消防
- 熊毛地区消防組合消防本部中種子分遣所
- 中種子町消防団（事務所管は中種子町役場総務課）
  - 星原分団（星原校区）
  - 納官分団（納官校区）
  - 増田分団（増田校区）
  - 中央分団（野間校区）
  - 油久分団（油久校区）
  - 熊野分団（南界校区（熊野・新町・塩屋））
  - 南界分団（南界校区（輪之尾・田島・東目・本村・中田・長谷・原尾））
  - 岩岡分団（岩岡校区）

### 県の機関
- 鹿児島中央家畜保健衛生所熊毛支所

#### 警察
- 鹿児島県警察：種子島警察署（西之表市）
  - 中種子交番（2017年4月1日、浜津脇駐在所及び坂井駐在所を本交番へ統合）

### 国の機関
- 国土交通省大阪航空局種子島空港出張所

### 独立行政法人
- 国立研究開発法人宇宙航空研究開発機構増田宇宙通信所
- 国立研究開発法人医薬基盤・健康・栄養研究所薬用植物資源研究センター種子島研究部
- 国立研究開発法人農業・食品産業技術総合研究機構種苗管理センター鹿児島農場

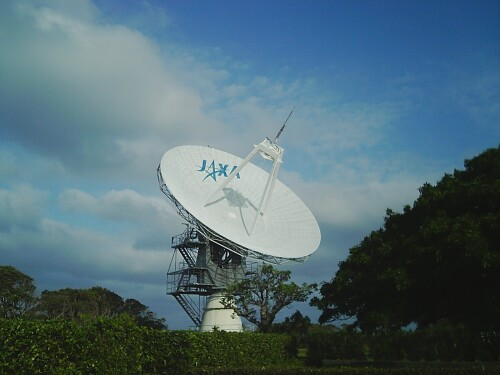
増田宇宙通信所
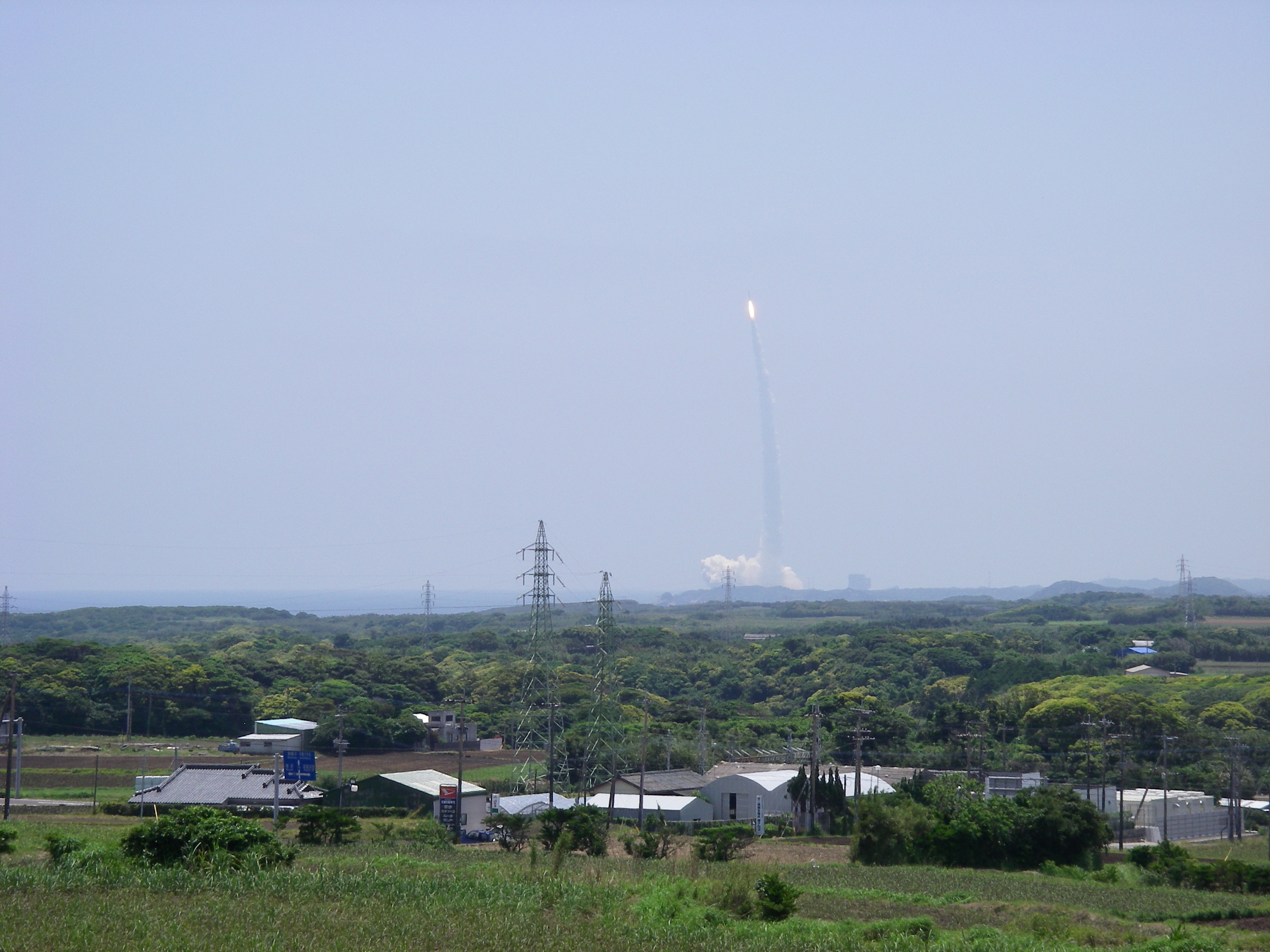
中種子町野間から撮影したH2A24号機

## 行政区
野間校区
中山・大平・池之向・伏之前・上方・横町・松原・旭町・栄町・畠田・町山崎・阿曽・竹屋野・大久保・高峯・大牟礼・伊原・下田・満足山・阿保
増田校区
二十番・池之平・秋佐野・向井町・戸畑・中之町・郡原・古房・田之頭※・大石野※
星原校区
牧川・浜津脇・坂元・上之城・広野・竹之川・深久保・砂中
納官校区
宝来・平鍋・春田・原之里
油久校区
広ヶ野・女洲・東之町・西之町・向町・美座・西之山・今熊野
南界校区
輪之尾・田島・東目・本村・熊野・新町・塩屋・中田・原尾・長谷・中種子長谷※・第二長谷※
岩岡校区
衣之平・梶潟・屋久津・阿髙磯
※は他の集落と合併し現存しない集落

## 経済

### 産業
- 主な産業は第一次産業で，特に農業（サトウキビ・サツマイモ）・畜産業（牛・豚等）・水産業が盛ん。
- 商工業
  - スーパーストア・マーケット：5店
    - Aコープ中種子店　他

  - ホームセンター：2店
    - サムズ中種子店（ニシムタ提携）　他

  - 大型ドラッグストア：4店
    - マツモトキヨシ中種子店
    - ドラッグイレブン種子島店
    - ドラッグストアモリ中種子店
    - ドラッグストアコスモス中種子店

  - 書店：2店
    - 寺田書店
    - 和田書店中種子店
- 商店：22店
- コンビニエンスストア：4店　他

#### 金融機関
- 鹿児島相互信用金庫中種子支店

#### 組合
- 種子屋久農業協同組合 本所
  - 中種子町役場出張所
- 種子島漁業協同組合中種子支所
- 種子島有機農業生産組合
- 熊毛農業共済組合
- 中種子町商工会

## 地域

### 人口
| |                                          |  |
| 中種子町と全国の年齢別人口分布（2005年） | 中種子町の年齢・男女別人口分布（2005年） |  |
| ■紫色 ― 中種子町 ■緑色 ― 日本全国 | ■青色 ― 男性 ■赤色 ― 女性                |  |
| 中種子町（に相当する地域）の人口の推移 \| 1970年（昭和45年） \| 14,775人 \| \| \| 1975年（昭和50年） \| 13,054人 \| \| \| 1980年（昭和55年） \| 12,297人 \| \| \| 1985年（昭和60年） \| 11,339人 \| \| \| 1990年（平成2年） \| 10,552人 \| \| \| 1995年（平成7年） \| 10,027人 \| \| \| 2000年（平成12年） \| 9,675人 \| \| \| 2005年（平成17年） \| 9,194人 \| \| \| 2010年（平成22年） \| 8,696人 \| \| \| 2015年（平成27年） \| 8,135人 \| \| \| 2020年（令和2年） \| 7,539人 \| \| |                                          |  |
| 総務省統計局 国勢調査より |                                          |  |
| 1970年（昭和45年） | 14,775人                                 |  |
| 1975年（昭和50年） | 13,054人                                 |  |
| 1980年（昭和55年） | 12,297人                                 |  |
| 1985年（昭和60年） | 11,339人                                 |  |
| 1990年（平成2年） | 10,552人                                 |  |
| 1995年（平成7年） | 10,027人                                 |  |
| 2000年（平成12年） | 9,675人                                  |  |
| 2005年（平成17年） | 9,194人                                  |  |
| 2010年（平成22年） | 8,696人                                  |  |
| 2015年（平成27年） | 8,135人                                  |  |
| 2020年（令和2年） | 7,539人                                  |  |

### 教育

#### 大学
- 玉川大学学術研究所種子島施設

#### 高等学校
- 鹿児島県立中種子高等学校（2010年3月31日閉校）
- 鹿児島県立種子島中央高等学校（2008年4月1日開校）- 中種子高校と南種子高校の合併による開校。

#### 中学校
- 中種子町立中種子中学校

2004年4月1日 野間中学校・増田中学校・星原中学校・南界中学校の統合に伴い開校。

#### 小学校
- 中種子町立野間小学校
- 中種子町立増田小学校
- 中種子町立星原小学校
- 中種子町立納官小学校
- 中種子町立油久小学校
- 中種子町立南界小学校
- 中種子町立岩岡小学校

#### 特別支援学校
- 鹿児島県立中種子養護学校

#### 保育所
- 中種子町立中央保育所

#### 幼稚園・幼児園
- 野間幼稚園
- みどり幼児園（野間5293-6、平成19年3月31日閉園）※閉園時の児童数は男子11人、女子11人、計22人
- 中央幼児園

#### その他の施設

##### 児童福祉施設
- あかつき学園

##### 特定施設入所者生活介護
- 養護老人ホームつまべに苑（旧福寿園）

##### 介護老人福祉施設
- 特別養護老人ホーム南界園

##### 訪問介護
- 中種子クリニック
- 南界園訪問介護センター
- 中種子町社会福祉協議会訪問介護事業所
- 訪問介護センターおたつめたつ
- 種子屋久農業協同組合訪問介護事業くまげ事業所
- ホームヘルプサービスつまべに苑

##### 訪問入浴介護
- 中種子町社会福祉協議会指定訪問入浴介護事業所

##### 通所介護
- 中種子クリニック
- 南界園通所介護センター
- 通所介護おたつめたつ
- デイサービスわかば
- デイサービス13番

##### 短期入所生活介護
- ショートステイつまべに苑

##### 居宅介護支援
- 中種子クリニック
- 南界園居宅介護支援センター
- 中種子町社会福祉協議会指定居宅介護支援事業所
- 居宅介護支援センターおたつめたつ
- 種子屋久農業協同組合指定居宅介護支援事業くまげ事業所

##### 認知症対応型共同生活介護・認知症対応型通所介護
- ヴィラおたつめたつ
- グループホーム寿の家

##### 小規模多機能型居宅介護
- 小規模多機能ホーム　こころ

##### 福祉用具貸与・販売
- 東宏福祉用具貸与事業所
- イオレゆうあいサービス

### 医療機関

#### 病院・診療所
- 公立種子島病院（中種子町と南種子町による公立・南種子町に所在）
- 田上診療所
- 高岡医院
- 中種子クリニック
- 種子島産婦人科医院（中種子町と西之表市、南種子町による公立・西之表市に所在）

#### 歯科医院
- 鎌田歯科医院
- たなか歯科医院
- 羽生歯科医院

### 郵便局
- 中種子郵便局（集配局）
- 星原郵便局
- 増田郵便局
- 坂井郵便局
- 熊野簡易郵便局
- 伏之前簡易郵便局
- 油久簡易郵便局

## 交通

### 空港
- 種子島空港
  - 日本航空（JAL）
    - 大阪国際空港（繁忙期臨時増便運航）[注釈 1]
    - 鹿児島空港[注釈 2]

### 航路
- 旅客フェリー
  - プリンセスわかさ（市丸グループ・種子島～鹿児島南埠頭1日1往復）
  - はいびすかす（新屋敷商事・種子島～鹿児島谷山港を1日1往復）
  - フェリー太陽（屋久島町営・種子島～屋久島～口永良部島・1日1往復）
- 高速船
  - トッピー＆ロケット（種子屋久高速船・種子島～鹿児島1日6～7往復・種子島～屋久島1日3～4往復）

### バス
大和バスからバス事業を譲受した有限会社和人組が、引き続き一般路線バスと空港連絡バスを運行している。

#### コミュニティバス
- 中種子町コミュニティバス - 有限会社和人組（南種子営業所）が運行受託[5]
- 中種子町乗合タクシー[5]

### 道路

#### 一般国道
- 国道58号

#### 県道
- 鹿児島県道75号西之表南種子線
- 鹿児島県道76号野間十二番西之表線
- 鹿児島県道583号新種子島空港線
- 鹿児島県道588号野間島間港線
- 鹿児島県道589号種子島空港線

## 放送・通信

### 通信
- 市外局番：0997
  - 同じ0997地域である屋久島・口永良部島及び奄美群島へ通話する際は、市外局番を付けなければならない。
  - 鹿児島区域及び県内離島地域への通話は、特例により隣接扱いとなる。

### インターネット
- フレッツ光ネクスト：町内全域
- ADSL：町内全域
- ISDN：町内全域

### テレビ放送
- NHK鹿児島放送局鹿児島総合（種子島アナログ54ch・デジタル23ch）・鹿児島教育（種子島アナログ52ch・デジタル28ch）
- MBC南日本放送（種子島アナログ60ch・デジタル25ch）・KTS鹿児島テレビ放送（種子島アナログ56ch・デジタル21ch）
- KKB鹿児島放送（種子島アナログ58ch・デジタル27ch）・KYT鹿児島讀賣テレビ（種子島アナログ62ch・デジタル19ch）
- NHK宮崎放送局宮崎総合（鰐塚山アナログ8ch・デジタル14ch）・宮崎教育（鰐塚山アナログ12ch・デジタル13ch）
- MRT宮崎放送（鰐塚山アナログ10ch・デジタル15ch）・UMKテレビ宮崎（鰐塚山アナログ35ch・デジタル16ch）

※宮崎県のテレビ放送については一部地域のみ視聴可

### ラジオ放送
- NHKラジオ第1（鹿児島本局AM576kHz）
- NHKラジオ第2（鹿児島本局AM1386kHz）
- MBC南日本放送（種子島中継局FM82.3MHz・鹿児島本局AM1107kHz）
- NHK-FM（種子島中継局FM84.4MHz）
- μ-FMエフエム鹿児島（枕崎中継局FM76.6MHz）
- MRT宮崎放送（宮崎本局AM936kHz）
- JOY-FMエフエム宮崎（宮崎本局AM83.2MHz）

## 名所・旧跡・観光スポット・祭事・催事

### 文化施設
- 太陽の里
- ふれあいの里

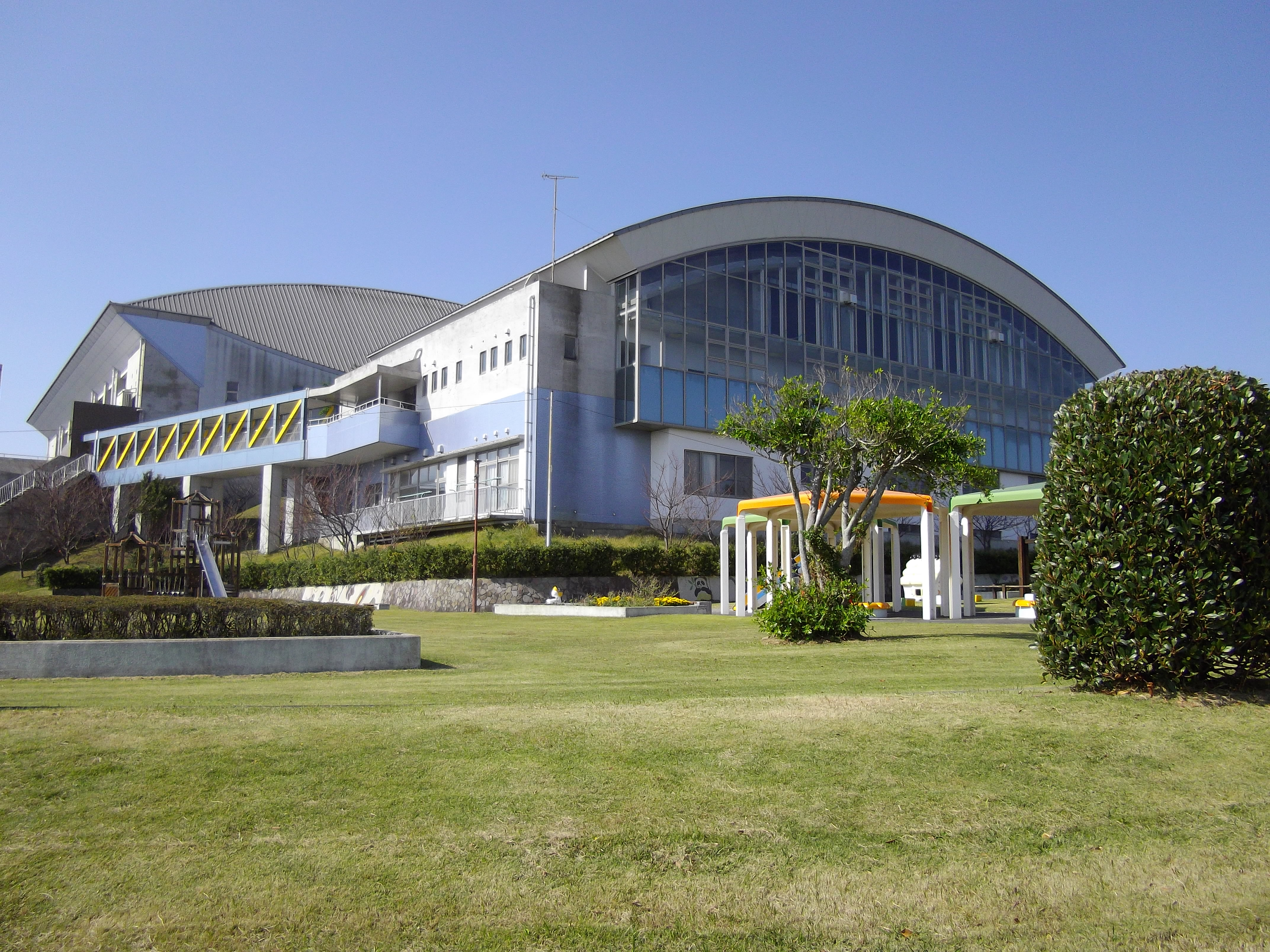
種子島中央体育館
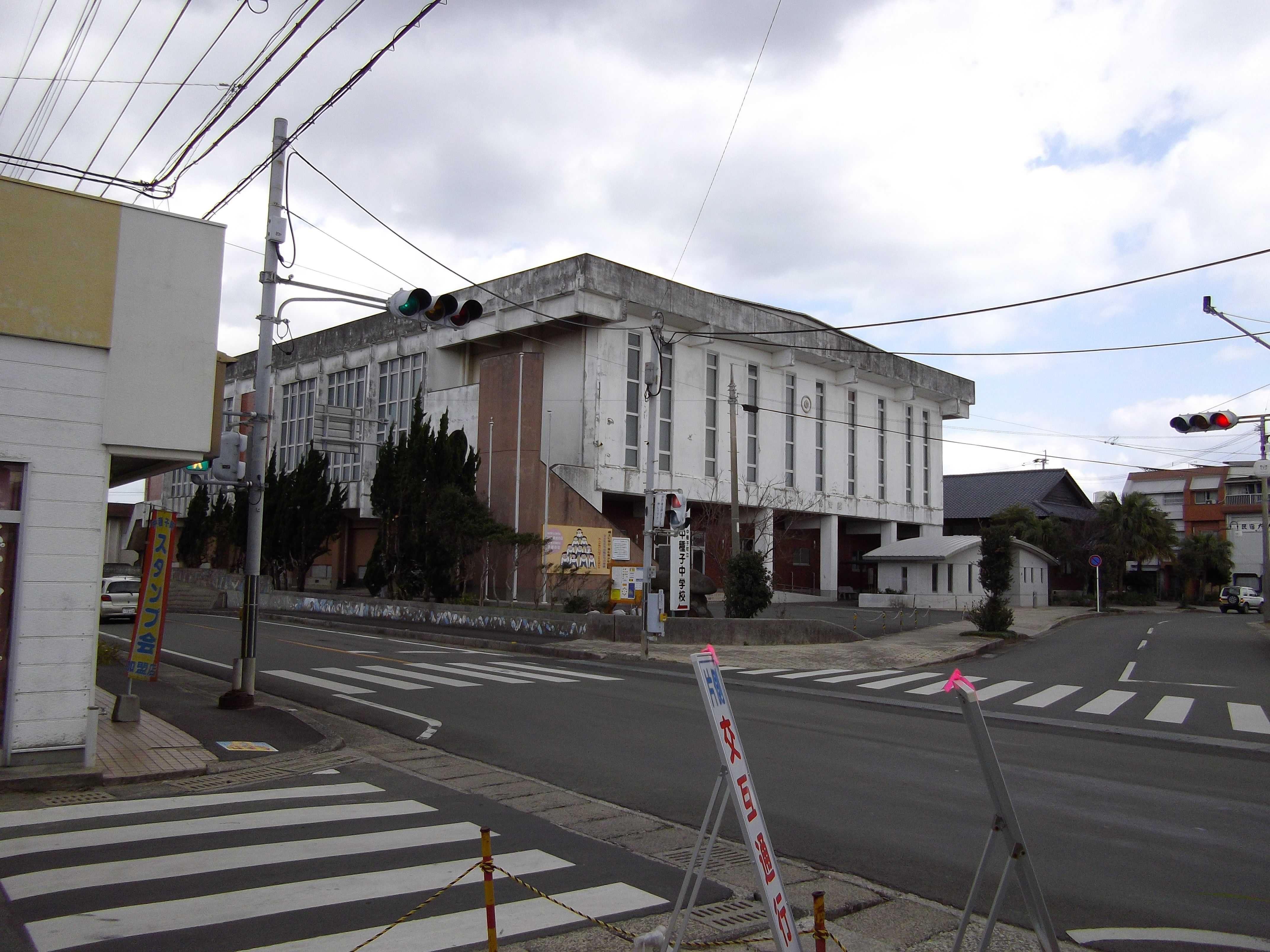
中種子町立体育館
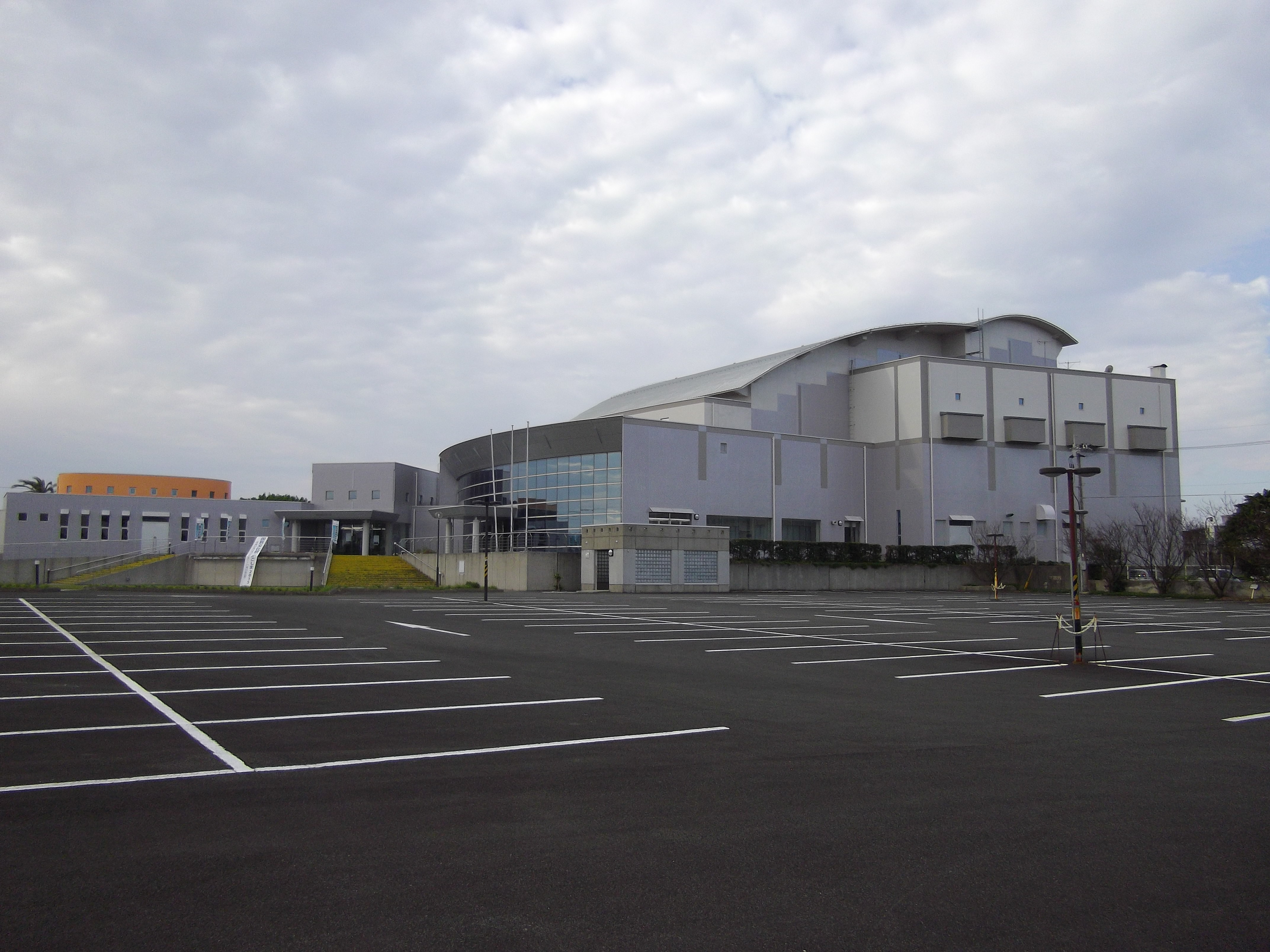
種子島こり～な
- 歴史民俗資料館
- 中種子町立中央公民館

- 種子島中央体育館
- 中種子町体育館。隣は町立の歴史民俗資料館。
- 種子島こり～な

### 観光

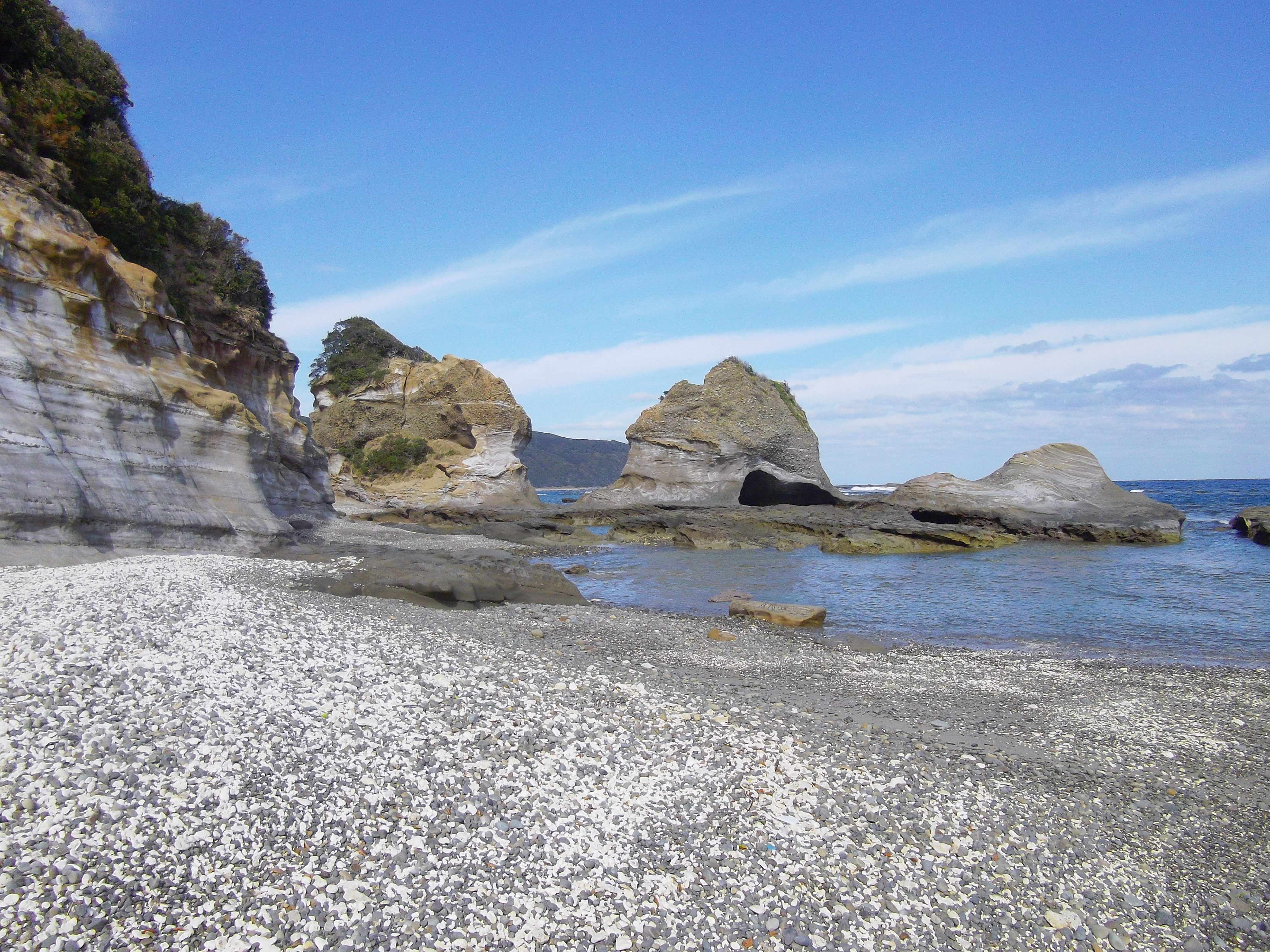
犬城海岸
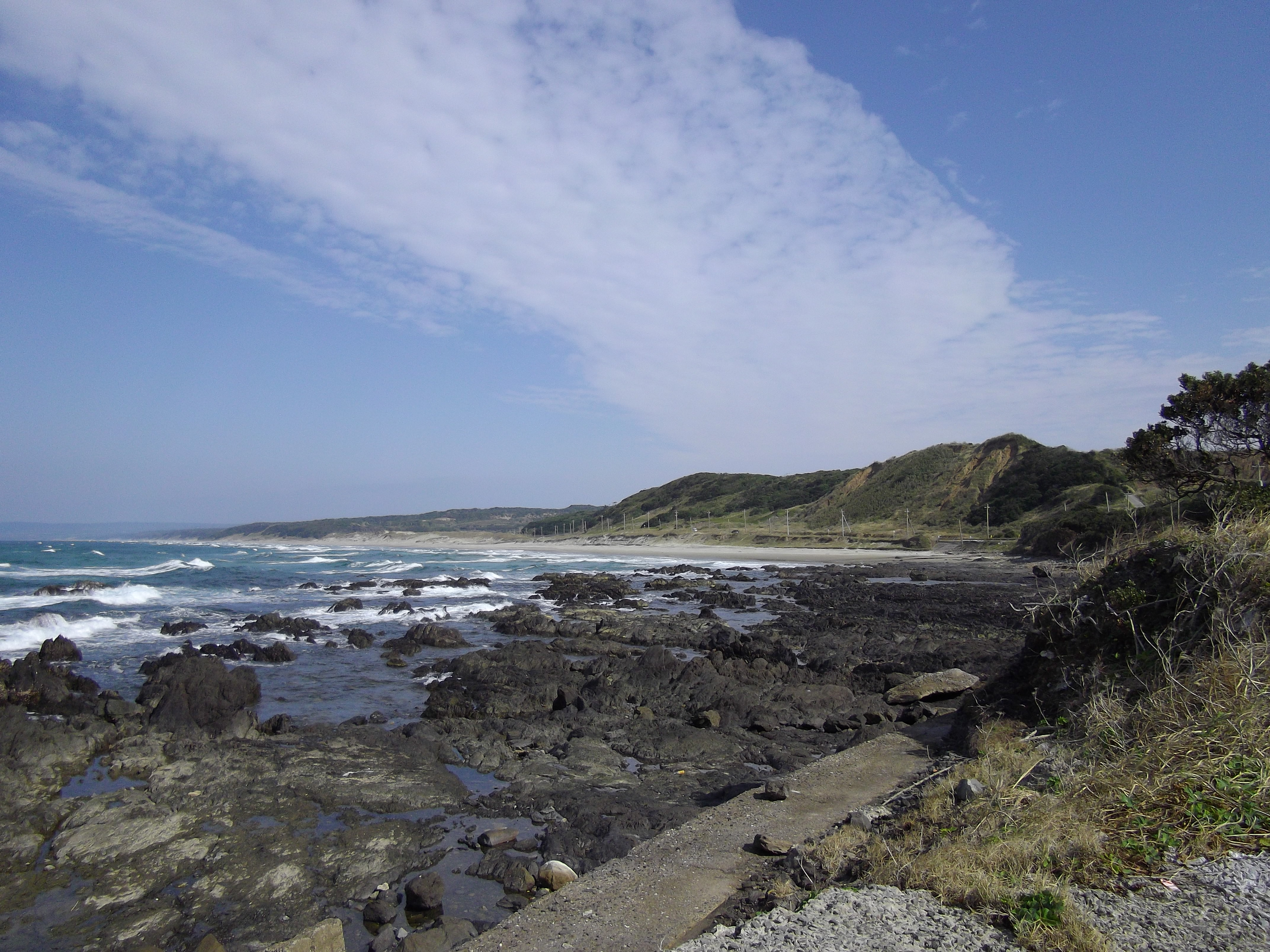
長浜海岸
- 熊野海水浴場
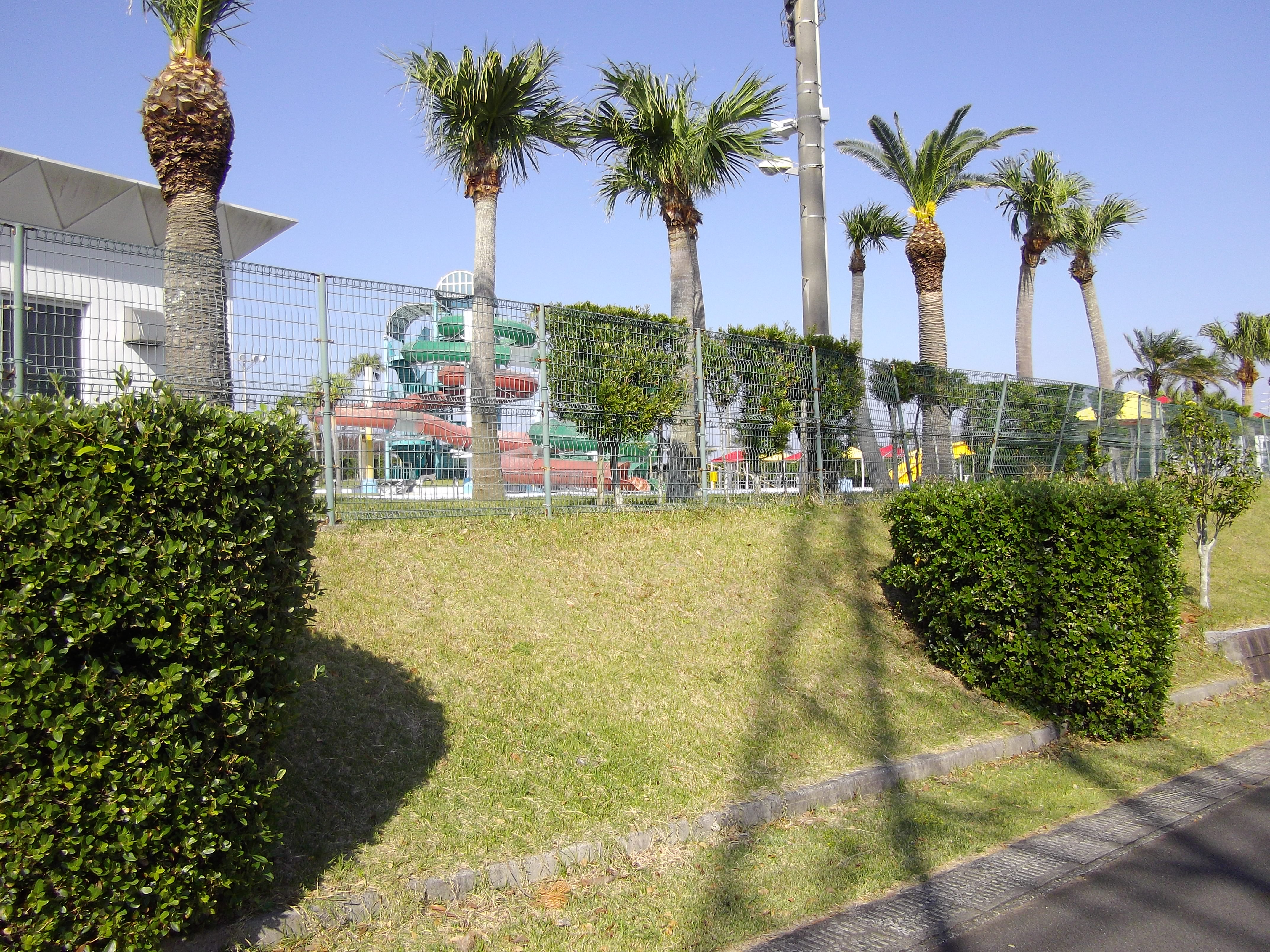
太陽の里流水プール
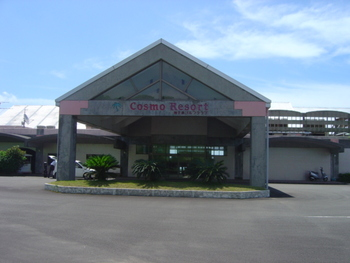
コスモリゾート種子島GC
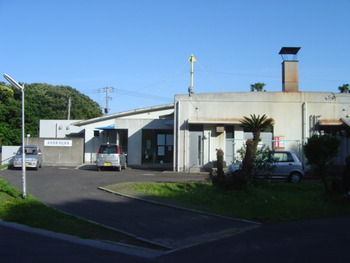
熊野温泉保養センター

- 犬城海岸
- 永浜海岸
- 太陽の里流水プール
- コスモリゾート種子島GC
- 熊野温泉保養センター

### 名所・旧跡
- 馬立の岩屋

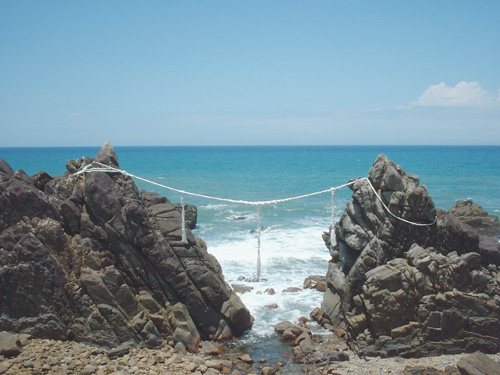
雄龍雌龍の岩
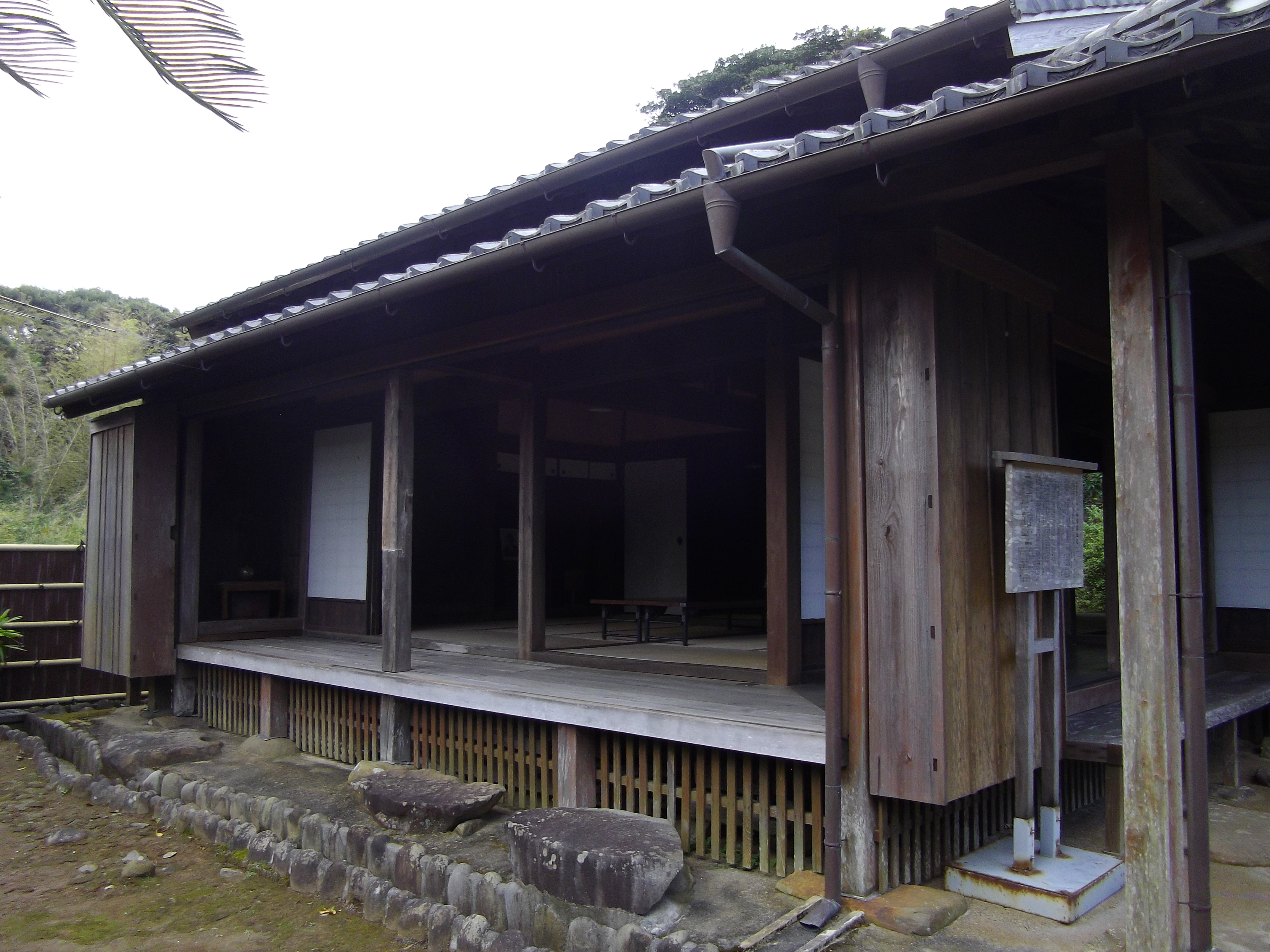
古市家住宅。坂井地区のT字交差点近辺に位置。隣に公園と駐車場も完備。

- 男淵女淵の滝
- 大ソテツ
- 熊野神社
- 古市家住宅

- 阿獄の洞穴
- 立切遺跡
- 園田遺跡

- 雄龍雌龍の岩
- 古市家住宅。坂井地区のT字交差点近辺に位置。隣に公園と駐車場も完備。

### 民俗芸能
- 源太郎踊り
- アッチャメ
- ヤートセー

## 著名な出身者
- 大寛宗之（力士）
- 若嶋津六夫（力士）
- 上原美優（タレント）

## キャラクター

### 町のキャラクター
- ベニーちゃん
街の象徴になっているツマベニチョウが、町の基幹作物であるサトウキビをつかんでいる様子をデザインしたキャラクター（平成9年7月制定）[1]。

### ローカルヒーロー
- 離島閃隊タネガシマン（りとうしぇんたいたねがしまん）
中種子町を中心に、主に島内で活躍。全国ローカルヒーローの先駆的存在で、活動開始は1999年。2014年、弟島である馬毛島のヒーロー「緑の閃光マゲジマン」から、「タネガシマンは戦うヒーローではなく種子島に閃きを与えるヒーローである」と気付かされ、同年から「戦隊」ではなく「閃隊」と名乗るようになった。なお、「りとうせんたい」ではなく「りとうしぇんたい」が正しい読み方である（種子島弁で「せんたい」の事を「しぇんたい」と言う事に由来する）。

## 中種子町を舞台とした作品
- 秒速5センチメートル

第二話「コスモナウト」は、中種子高等学校（現在の種子島中央高等学校）を中心に町内及び種子島が舞台となっており、作品内に登場するバイクのナンバープレート等にも中種子町の文字を確認することが出来る。
- ROBOTICS;NOTES

種子島中央高等学校が主人公達が通う中央種子島高校のモデルになっている他、町内の各種建物等もモデルに使用されている。